# Десислава Божилова
Десислава Василева Божилова е българска съдийка по снукър.
Дебютира като съдия през 2012 г. на Bulgarian Open, за първи път съдийства на ранкинг финал в турнира Shoot Out през 2018 г. Съдийства на най-престижния турнир по снукър – Световното първенство по снукър в Шефилд, Великобритания през 2020 г.

## Биография
Родена е на 16 октомври 1992 г. в Сливен. Започва да играе билярд от 13-годишна, интересува се и от други билярдни игри.
През 2012 г. се премества в София, където учи ландшафтна архитектура в Лесотехническия университет. Същата година узнава за новосъздадената Асоциация на снукър реферите в България и се записва в курс за съдийстване. Успешно взима изпитите за съдия и още в края на 2012 г. съдийства в първия ранкинг турнир, проведен в България – Bulgarian Open.
През следващите няколко години ѝ се налага да съвместява ученето в университета и пътуванията за разни турнири, в които съдийства. През 2016 г. завършва висшето си образование, като защитава дипломна работа на тема „Реконструкция на част от парк Сливенски минерални бани“.